# Яшки университет
Яшкият университет „Александру Йоан Куза“ (на румънски: Universitatea Alexandru Ioan Cuza) е държавен университет, намиращ се в Яш, Румъния. Той е най-старото висше училище в Румъния, основан е през 1860 г., една година след учредяването на модерната румънска държава с указ на княз Александру Йоан Куза, според който дотогавашната Академия „Михайлеана“ се превръща в университет.

## Рейтинги
През 2008 г. за трета поредна година Яшкият университет заема 1-во място в националната класация за изследователски приноси, подготвяна според критериите на Шанхайския университет.
През 2012 г. QS World University Rankings включва Яшкия университет в Top 700 на университетите в света. В престижната класация влизат още три други румънски университета.

## Галерия
- Корпус A, Главна сграда на Яшкия университет
- Корпус B, Факултет по икономика и бизнесадминистрация, Факултет по география и геология, Факултет по биология
- Корпус C, Факултет по информатика
- Корпус D, Факултет по психология и педагогика